# Zapalenie kaletki maziowej

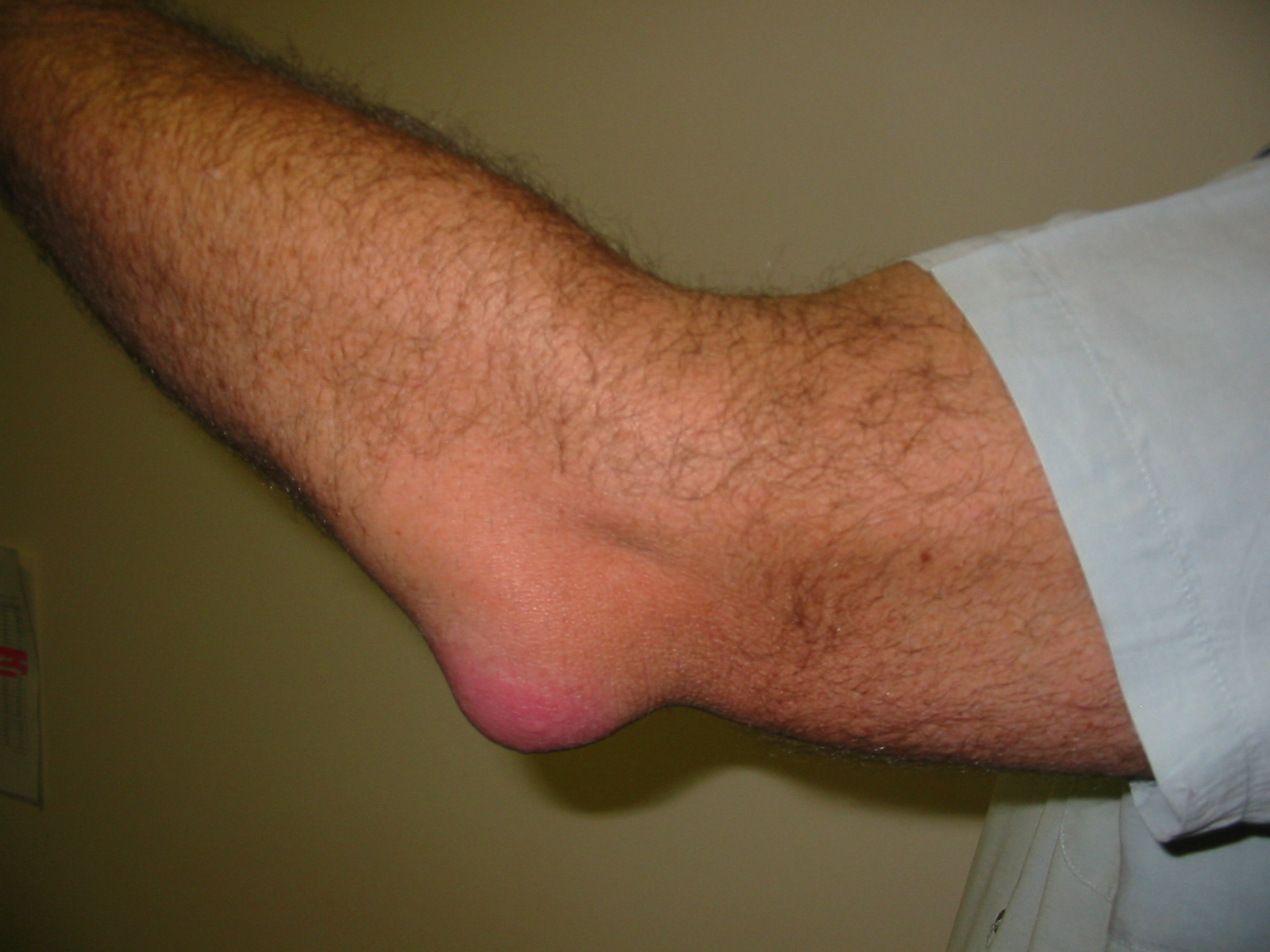
Zapalenie kaletki maziowej łokciowej

Zapalenie kaletki maziowej (ang. bursitis) – zapalenie jednej lub większej liczby kaletek maziowych, których w mianownictwie anatomicznym wyróżnia się około 50.
Kaletki maziowe są strukturami znajdującymi się pomiędzy sąsiadującymi tkankami np. pomiędzy tkanką kostną a mięśniową i zabezpieczają przed nadmiernym tarciem. Zdrowe kaletki maziowe zapewniają, że ruch jest płynny i bezbolesny. Gdy dochodzi do zapalenia kaletek maziowych ruch staje się utrudniony i bolesny, a zwiększone tarcie pomiędzy tkankami jeszcze bardziej nasila stan zapalny kaletek maziowych.

## Objawy
Do najczęstszych objawów zapalenia kaletki maziowej zalicza się:
- obrzęk
- zaczerwienie
- wzmożona wrażliwość stawu oraz tkanek sąsiadujących
- dolegliwości bólowe, narastające podczas ruchu
- sztywność stawu i ograniczona ruchomość[1]

## Przyczyny
Najczęstszą przyczyną zapalenia kaletek maziowych są powtarzające się przeciążenia, takie jak np. siedzenie z oparciem na łokciach, czy klęczenie oraz urazy. Zdarza się także, że przyczyną zapalenia kaletki maziowej mogą być choroby współistniejące, takie jak reumatoidalne zapalenie stawów, zesztywniające zapalenie stawów kręgosłupa, łuszczycowe zapalenie stawów (ŁZS) czy dna moczanowa. Czasami do zapalenia kaletki dochodzi także w przebiegu toczącej się w organizmie infekcji (w przebiegu kiły lub gruźlicy). Choroby immunologiczne, takie jak AIDS oraz cukrzyca także mogą powodować zapalenie kaletek maziowych.

## Diagnoza
Diagnostyka opiera się przede wszystkim na szczegółowym wywiadzie oraz badaniu fizykalnym. W celu wykluczenia innych schorzeń wykonuje się USG oraz RTG. W przypadku podejrzenia zapalenia kaletki maziowej spowodowanej infekcjami wykonuje się badanie krwi.

## Leczenie
Leczenie zapalenia kaletki maziowej przeważnie ma charakter zachowawczy. Polega na odciążeniu stawu, odpoczynku, farmakoterapii: niesteroidowe leki przeciwzapalne NLPZ, leki przeciwbólowe oraz glikokortykosteroidy. Pomocne są także zabiegi z zakresu fizykoterapii o działaniu przeciwzapalnym oraz przeciwbólowym, takie jak: krioterapia, laseroterapia, magnetoterapia oraz jonoforeza z lekiem o działaniu przeciwzapalnym. W przypadku zapaleń infekcyjnych wprowadza się antybiotykoterapię. Gdy leczenie zachowawcze nie przynosi efektu wykonuje się punkcję oraz zabiegi chirurgiczne, takie jak: drenaż kaletki maziowej lub usunięcie przerośniętej kaletki maziowej.